# Amiga

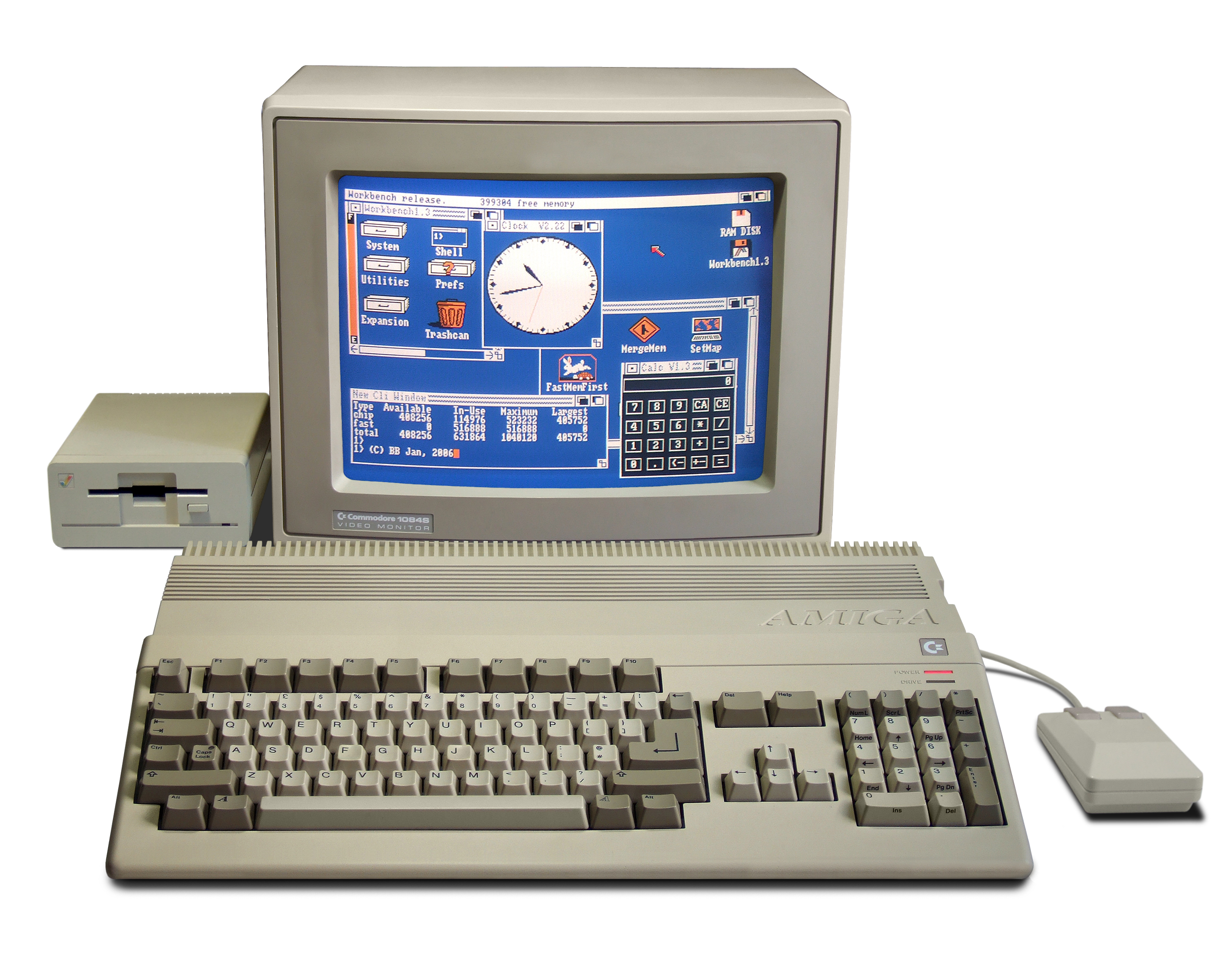
Amiga 500 byla nejpopulárnější verzí (1987-1991)

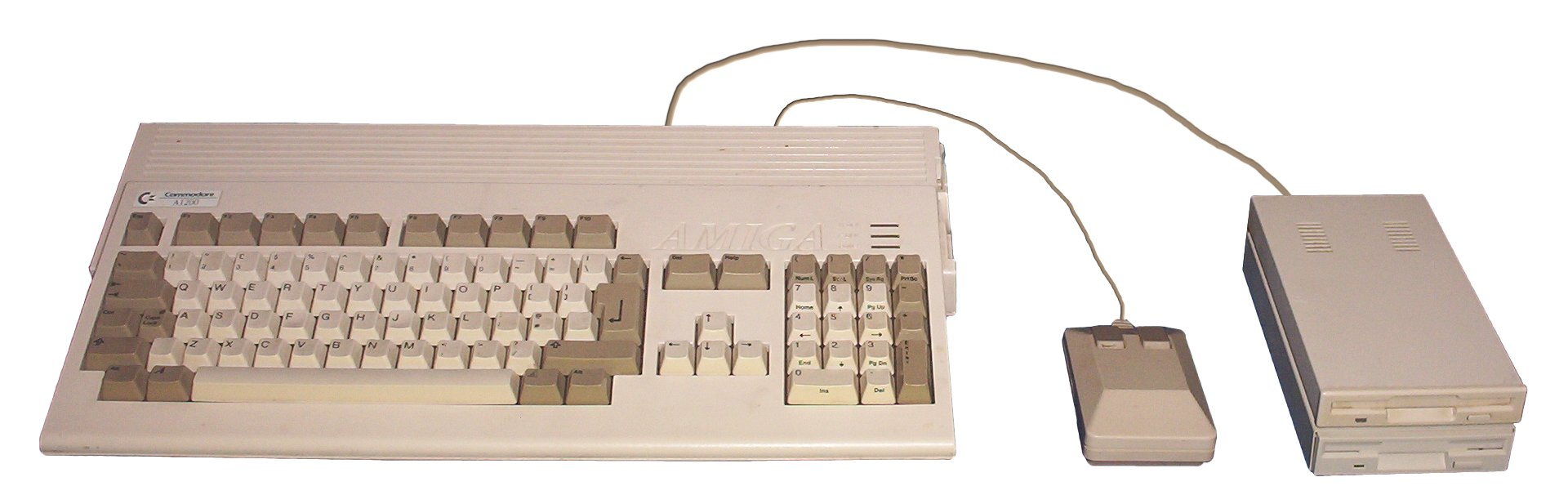
Amiga 1200 s myší a externí disketovou jednotkou (1992-1996)

Amiga je rodina osobních počítačů, která byla vyvinuta společností Amiga Corporation. Počátek vývoje tohoto počítače se datuje k roku 1982, kdy Jay Miner, vedoucí hardware designer, započal práci na novém druhu platformy. Commodore International po nějakém čase odkoupila Amiga Corporation a představila tento počítač na trhu v roce 1985. Jméno Amiga bylo vybráno vývojáři ze španělského slova vyjadřujícího přítelkyni a také proto, že v abecedním pořadí bylo toto slovo před Apple a Atari.
Celý systém Amigy byl založen na sérii mikroprocesoru Motorola 68k a originálním v té době velmi pokročilém zákaznickém chipsetu, který skýtal nevídané grafické a zvukové schopnosti. Samozřejmostí byl i systém včetně preemptivního multitaskingu (nyní známý jako AmigaOS). I když je procesor M68k považován za 32bitový, v prvních Amigách se používal 68000 s 16bitovou externí datovou sběrnicí což znamená, že procesor musí přesunout 32bitů ve dvou na sebe navazujících krocích. Tato technika se nazývá multiplexing. Toto byl i jeden z důvodů, že Amiga byla původně označována tiskem za 16bitový počítač. Pozdější modely zahrnovaly plně 32bitový design.
Ve své době poskytovala Amiga významné zdokonalení oproti 8bitovým počítačům jako byl např. Commodore 64, a proto si již od začátku získala velkou popularitu mezi počítačovými nadšenci převážně v Evropě, kde se jí prodalo kolem 6 milionů.
Své přední užití našla Amiga také v oblasti pracovních videí, video produkce a v neposlední řadě v oblasti zábavního průmyslu. Úspěch tohoto počítače byl také přičítán tomu, že se jednalo o levnější alternativu Apple Macintosh a IBM-PC. Největší úspěch však Amiga zaznamenala na poli domácích počítačů i když původní záměr Commodore byl umístit Amigu do více různých druhů počítačových odvětví.
Po zániku firmy Commodore se objevilo několik pokusů o znovuzrození platformy Amiga. V roce 2002 byly uvedeny počítače AmigaOne založené na procesorech PowerPC určené pro AmigaOS 4. Vznikly rovněž alternativní operační systémy kompatibilní s AmigaOS jako AROS či MorphOS a reimplementace A500 v FPGA (Minimig).

## Historie

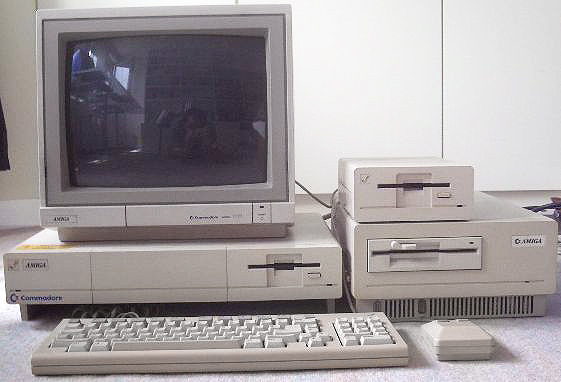
První model Amiga 1000 (1985-1987)

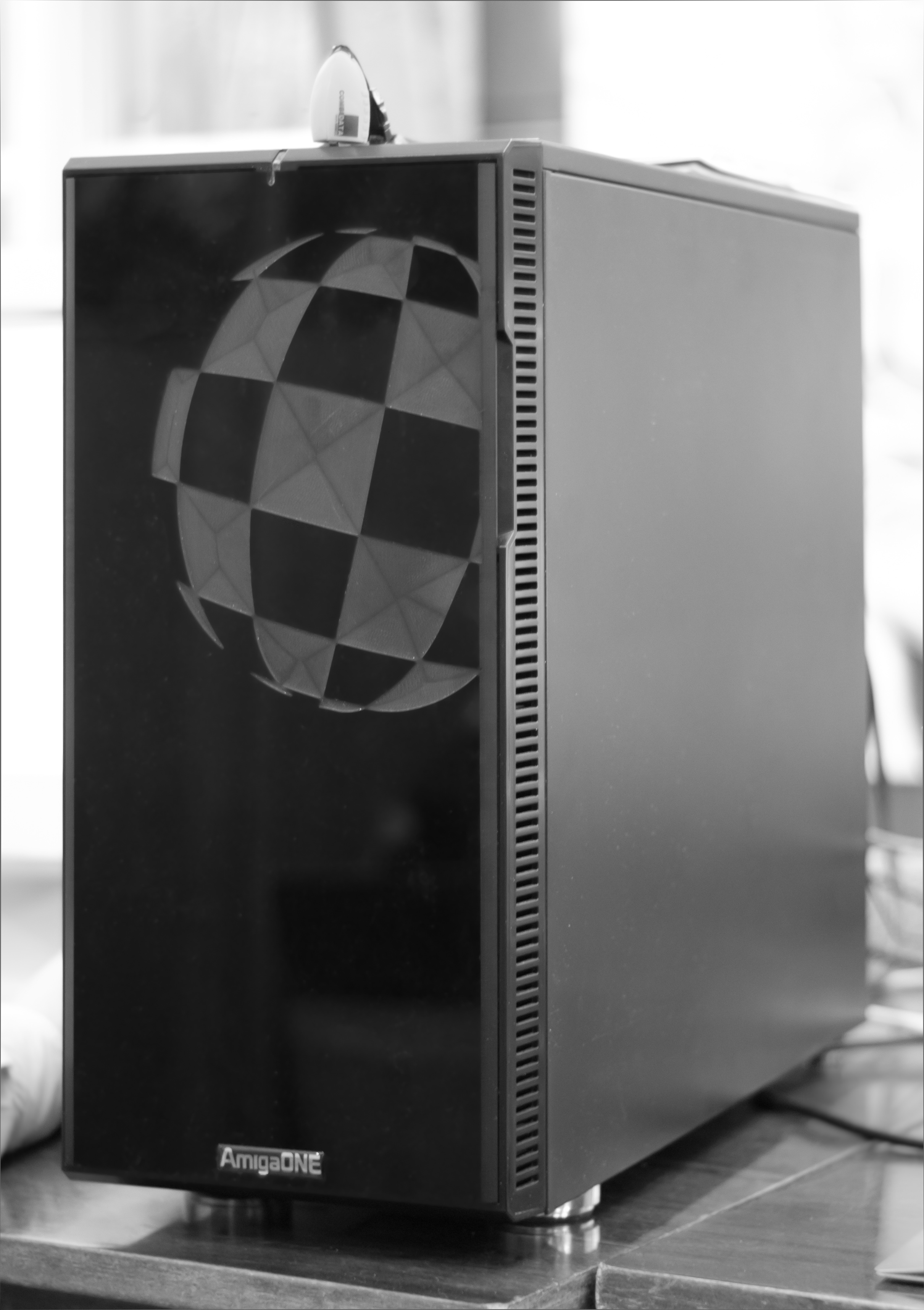
AmigaOne X1000 (2011-2015)

Amiga byla původně navržena společností Amiga Corporation jako počítač nové generace se zaměřením na video hry, tento záměr byl ale později změněn a počítač byl přepracován na platformu pro všeobecné užití.
U jejího zrodu stáli Jay Miner (pracoval dříve v Atari), Dave Morse (z Tonka Toys) a R. J. Mical. V době kolem roku 1982 měly všechny systémy hodně podobné čipové sady a pokud bylo nutno přijít na trh s něčím neotřelým a opravdu novým, muselo se začít od začátku.
Tato trojice se tedy pustila do práce a za nějakou dobu byl na světě základ první Amigy. Bohužel při dokončování projektu došlo k finančním problémům a proto bylo nutné oslovit některou z bohatých firem na trhu zabývajících se výrobou počítačů.
Než se nový stroj uvedl na trh, byla vývojová společnost Amiga Corporation odkoupena firmou Commodore International. První model byl uveden v roce 1985 jen jako „Amiga od Commodore“. Později byl tento model nazýván jako Amiga 1000. Následující rok se rodina Amiga počítačů rozšířila a byly představeny 2 nové modely; Amiga 2000 pro náročné grafické aplikace a obchodní použití a Amiga 500 pro domácí užití. Firma Commodore později uvedla několik nových modelů Amigy jak pro běžné hraní her, tak pro profesionální použití.
V roce 1994 firma Commodore ohlásila bankrot a veškeré její vlastnictví bylo odkoupeno firmou Escom za 10 milionů dolarů. Jednalo se o německou firmu vyrábějící počítače PC, která po převzetí Commodore dala vznik dceřiné společnosti Amiga Technologies. Tato firma na krátkou dobu opět obnovila prodej A1200 a představila novou verzi Amigy 4000 s procesorem Motorola 68060. Jednalo se o tzv. „tower“ verzi, kde byl počítač zabudován v běžné PC skříni namísto klasické klávesnice.
V roce 1996 vyhlásila i firma Escom bankrot a kompletní značka Amiga včetně všech patentů byla prodána dalšímu výrobci PC, firmě Gateway 2000. Tato firma ohlásila velkolepé plány pro tuto nově nabytou platformu, ale již v roce 2000 Gateway Amigu prodává, aniž by uvedla na trh jediný produkt této platformy.
Současný vlastník ochranné známky, firma Amiga, Inc., poskytla licenci na výrobu hardwaru pod značkou Amiga anglickému výrobci Eyetech Group, která byla založena několika předchozími zaměstnanci Commodore International.
Tato firma prodávala v letech 2002-2005 počítače AmigaOne postavené na procesoru PowerPC. Licenci na jméno AmigaOne pak v roce 2009 získala společnost Hyperion Entertainment věnující se o vývoji operačního systému AmigaOS. Na základě této licence byly na trh uvedeny počítače AmigaOne 500 (2011) firmy Acube Systems a AmigaOne X1000 (2012) od A-Eon Technologies.

## Hardware
Na základní hardwarové úrovni je Amiga chipset tvořen specializovanými zákaznickými koprocesory jejichž použití je zaměřeno na procesy jako např. audio, video či animace. Takto navržená architektura pomohla odlehčit zátěž kladenou na hlavní CPU Amigy a dát tak počítači výhodu v mnohých multimediálně náročných situacích. Tímto krokem získala Amiga v začátcích velký náskok oproti konkurenci.
Na této platformě se zrodilo také několik inovací považovaných v dnešní době za standard. Například Amiga CDTV byl první počítač, který zahrnoval jako standardní vybavení CD-ROM a opustil tak do té doby nedílnou součást každého počítače – disketovou mechaniku. Amiga byl také první počítač s dostupnými možnostmi pro tvorbu hudby a video digitalizace.
Od roku 2000 vzniklo mnoho různých emulačních programů, které jsou schopny reprodukovat funkce originálního Amiga hardwaru. Takovéto programy umožňují uživateli spouštět programy určené pro Amigu, aniž by vlastnil skutečný počítač.

### CPU

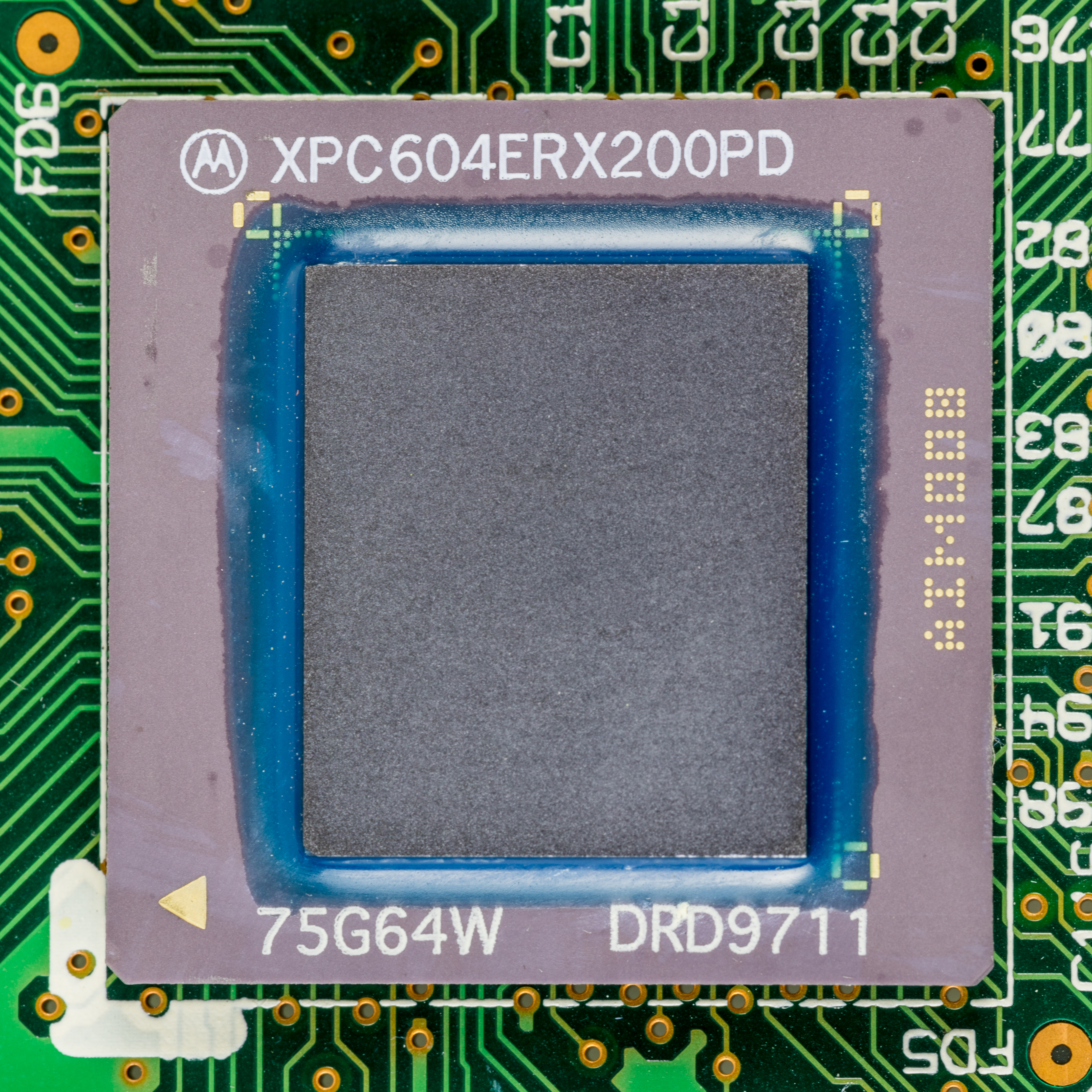
PowerPC 604e procesor (1994)

Všechny modely Amigy obsahovaly od počátku CPU od firmy Motorola založené na architektuře Motoroly 68k. V desktop verzích modelů Amigy bylo CPU umístěno ve slotech jako CPU karta.
Nízkonákladové modely Amig (v podobě klávesnice) jako např. A500, A1200 měly CPU vsazený nebo napřímo napájený na základní desce. Velkou výhodou byla možnost opatřit lepší CPU a vyměnit ho za ten stávající – v případě, že byl CPU v socketu. Pokud byl CPU napájen přímo na základní desce jedinou možností bylo vylepšení pomocí CPU karty, která se zasunula
do „expansion slotu“ Amigy. Takovéto rozšiřující karty byly často opatřeny i paměťovými sloty a rozhraními pro připojení pevného disku a dalších periferií. Vyráběny byly jak firmou Commodore, tak dalšími výrobci.
Je nutné zmínit, že počítače Amiga nejsou omezeny jen na 68k architekturu i když firma Commodore nikdy s jiným řešením na trh nepřišla. Další CPU alternativou pro tuto platformu se stalo PowerPC. Nejdříve byla tato alternativa pouze jako další rozšíření stávající architektury pomocí CPU karet, ale vyvinula se v samostatný koncept pro nový typ Amig – např. AmigaOne byl založen již pouze na PowerPC procesoru a 68k byla plánována pouze jako emulace.

### Specializovaný podpůrný chipset
Za dobu své výroby zaznamenala Amiga celkem 3 různé generace specializovaných čipsetů.
Prvním z nich byl OCS (Amiga 1000,500,2000), následován pokročilejším ECS (Amiga 500Plus, 600,3000) a konečně posledním AGA (Amiga 1200,4000) čipsetem. Všechny tyto druhy měly společné následující funkce:
- zacházení s rastrovou grafikou
- digitální audio
- možnost komunikace mezi různými druhy periferií jako např. CPU, floppy

Přenesením těchto funkcí na takovéto specializované koprocesory bylo odlehčeno málo výkonnému CPU a výkon celého systému byl tak velmi svižný a dynamický.
Zde je výčet jednotlivých koprocesorů, které zajišťovaly následující funkce:
- Paula – zodpovědná za zvuk a komunikaci s externími zařízeními jako např. disketová jednotka. Zvuk - 8bit mono (dva kanály na jeden stereokanál).
- Denise – (OCS/ECS) nebo také Lisa u (AGA) – zodpovědná za grafický výstup. Obsahuje jednotku pro Sprite a Bitmap grafiku + celý barevný registr.
- Agnus (OCS/ECS) nebo také Alice pro (AGA) – Tento procesor byl vlastně jakýmsi kontrolním centrem celého podpůrného čipsetu. Zajišťoval celkem 25 DMA kanálů, měl zodpovědnost za časování kompletního systému a obsahoval tzv. Blitter.

#### Grafika
Všechny Amiga systémy jsou schopny zobrazit animovanou full-screen grafiku v 32 nebo 64 barvách pomocí EHB – Amiga Halfbrite módu nebo 4096 barev v HAM-Amiga Hold-and-Modify módu. Pokročilejší modely s AGA čipsetem (A1200 a A4000) mají také módy pro zobrazení barevné hloubky 128,256 a 262144 barev. Kompletní podpora barev pro tento čipset tak byla rozšířena z 4096 na 16.8 milionu (Truecolor).
Amiga grafický čipset je schopen tzv. „genlocku“, kdy svůj vlastní obrazový signál dokáže počítač sladit s frekvencí NTSC a PAL. Prakticky tak bylo možné do Amigy připojit externí video zařízení jako je např. kamera a vzájemně prolínat jejich obraz. Touto funkcí byla Amiga ve své době velmi populární v mnoha aplikacích jelikož obdobná zařízení v té době byla o mnoho řádů dražší.

#### Zvuk
Zvukový čip Paula podporoval celkem 4 zvukové kanály (dva pro levý reproduktor a dva pro pravý) v 8bitové hloubce pro každý kanál a 6bitové ovládání hlasitosti.
Paula je schopna číst přímo ze systémové RAM pomocí DMA, což napomohlo přímému přehrávání zvuků, aniž by do procesu zasahovalo CPU.
I když byl hardware limitován na 4 oddělené zvukové kanály, některé druhy softwaru jako např. OctaMED byly schopny tyto kanály mixovat a umožnit tak použít 8 a více virtuálních kanálů. Software také umožňoval z hardwarově definovaných kanálů vytvořit až jeden se
14bitovou zvukovou hloubkou.
Kvalita zvukového výstupu Amigy a jeho snadná modulovatelnost pomocí softwaru byly vynikající oproti v té době dostupnému hardwaru pro PC.
Pro tento počítač je k dispozici i několik druhů zvukových karet (např. Tocata) poskytující již funkce jako DSP, plně 16bitový zvuk, přímé hardwarové zvukové kanály atd.

### Periferie
Mnoho původních rozšiřujících karet pro Amigu bylo vyráběno za účelem zlepšení výkonu a možností hardwaru. Mezi tyto periferie patřily přídavné paměťové sloty, SCSI a IDE řadiče, CPU karty, grafické karty, genloky, síťové karty, modemy, zvukové a USB karty.
Mezi nejpopulárnější rozšiřující periferie vyráběné pro Amigu patřily CPU akcelerační karty a paměťové sloty.
První CPU akcelerační karty zahrnovaly plně 32bitové CPU jako Motorola 68020 a Motorola 68030. Tyto karty měly již plně 32bitovou paměť a často obsahovaly i FPU a MMU.
Později se na trh dostaly karty s vyspělejší technologií jako Motorola 68040 a Motorola 68060. Oba tyto procesory již obsahují FPU a MMU.
Asi nejznámějším výrobcem CPU karet pro Amigu se stala firma Phase5. Její výrobky si získaly velkou popularitu díky své kvalitě a ceně. Tato firma působila na trhu Amigy velmi dlouhou dobu a její výrobky obsahovaly jak klasické 68k (68030,68040,68060), tak v pozdější době i PPC (603,604) procesory. Rozšiřující PowerPC karty BlizardPPC a CyberstormPPC obsahovaly jak klasický 68k procesor tak PPC. Bylo to z důvodu zajištění zpětné kompatibility softwaru a také proto, že v době, kdy tyto karty přišly na trh neexistoval žádný operační systém pro PowerPC procesory. PPC bylo na Amize využito především k běhu programů s náročným výpočetním výkonem – raytracing, 3D modelování, kódování MP3 atd. I když byly na kartě umístěny oba druhy CPU (68k a PPC), bylo možné pomalejší 68k procesor eliminovat a umožnit běh programů pouze pod PPC.
Mezi další rozšiřující periferie patřily 24bitové grafické karty. Jejich využití bylo primárně zacíleno na 2D zpracování obrazu, práci v grafice a až později pro hraní her.
Namátkou můžeme jmenovat např. CyberGraphX a Bvision od firmy Phase5, Picasso 96 nebo NewTek.
Někteří výrobci začali s výrobou rozšiřujících PCI karet pro Amigy 1200 a 4000, které umožňovaly připojení standardních PCI periferií určených pro PC trh. Jednalo se o karty Voodoo, zvukové karty Sound Blaster, ethernetkarty a TV Tunery.
Takto velké možnosti rozšíření a vylepšení hardwaru umožnily pokročilejším Amigám přetrvat do pozdních devadesátých let na konkurenceschopné úrovni vůči PC.
Seznam dalších populárních rozšiřujících periferií:
- Trumpcard 500 Zorro-II SCSI rozhraní.
- A590 SCSI – řadič pevného disku
- A2065 ethernet Zorro-II rozhraní. První ethernetový interface pro Amigu
- Ariadne Zorro II ethernet rozhraní
- A4066 Zorro II Ethernet rozhraní
- A2060 ARCNET

### Síťová podpora
Amiga má 3 síťová API rozhraní:
- AS225 – je oficiální stack programovacího rozhraní (API) of firmy Commodore s pevně zapsanými ovladači v revizi 1 (AS225r1) pro Ethernet A2065 a A2060 Arcnet rozhraní. Pro revizi 2 už bylo použito SANA II viz níže.
- SANA II – je standardizované API pro hardware síťových zařízení. Tato struktura používala neefektivní zpracování vyrovnávací paměti a chyběla jí správná podpora promiskuitního módu a multicastu.
- Miami Network Interface (MNI) – je síťové API, které již nemělo problémy výše zmiňovaného SANA II. Byl však požadován již AmigaOS v2.04 a vyšší.

Zde jsou uvedeny příklady dalších síťových možností a rozhraní Amigy:
| Typ                    | Rychlost            | Příklad                         |
| ---------------------- | ------------------- | ------------------------------- |
| Ethernet               | 10/100 Mbit/s       | A2065                           |
| ARCNET                 | 2,5 Mbit/s          | A560,A2060                      |
| Floppy disk controller | 250 kbit/s          | Amitrix: Amiga-Link             |
| Sériový port           | max 115,2 kbit/s    |                                 |
| Paralelní port         | ~200 KByte/s        | Village Tronic: Liana           |
| Token ring             | 1,5 Mbit/s          | Nine Tiles: AmigaLink (9 Tiles) |
| AppleTalk / LocalTalk  | 230,4 .. 460 kbit/s | PPS-Doubletalk                  |

## Modely a varianty
Klasické modely Amigy se vyráběly od roku 1985 do 1996. Níže jsou uvedeny všechny verze podle pořadí jejich uvedení na trh: 1000, 2000, 500, 1500, 2500, 3000, 3000UX, 3000T, CDTV, 500+, 600, 4000, 1200, CD32, a 4000T. Model AmigaOne založený na procesoru PowerPC byl vyráběn v roce 2002 až 2005. Některé výrobní společnosti také představily několik Amiga klonů např. Draco nebo nový PowerPC Pegasos.
Nejprodávanějším modelem firmy Commodore se stala Amiga 500 nahrazená později modelem 500+. Tento model obohacený oproti původní verzi o 512KB RAM měl nejkratší dobu výroby (cca 6 měsíců), než ho na trhu plně nahradila Amiga 600.

## Počátky Amigy v České republice
Po pádu socialismu se začala dovážet i do tehdejšího Československa (vývoz tohoto počítače byl do socialistických a jiných zemí vládou USA zakázán, jelikož byl klasifikován jako pokročilá technologie použitelná k vojenským účelům – např. dešifrování apod.).
Po roce 1990 vycházel pravidelně dvouměsíčník Amiga News.

## Všeobecné informace
Skupina návrhářů připravila zcela nový počítač, který měl být určen především pro počítačové hry. Nápadu se ujala firma Commodore, která financovala dokončení prací a výrobu. V roce 1985 se objevil první počítač Commodore Amiga 1000. V roce 1987 přišla firma Commodore na trh s počítači Amiga 500 (pro domácnosti) a Amiga 2000. Jednalo se o počítač kompatibilní s Amigou 500 po vzoru počítačů IBM PC, tedy v provedení Desktop, a se sloty pro přídavné rozšiřující karty (sloty Zorro), což byla obdoba slotů ISA na počítače PC XT. Pro profesionály byl určen až počítač Amiga 3000 z roku 1990. V roce 1992 přišly zcela nové modely Amiga 4000 s procesorem Motorola 68040 na 25 MHz a Amiga 1200 s Motorola 68EC020 na 14 MHz a úplně novými, vylepšenými a přepracovanými grafickými čipy.
Byla využívána v některých televizních stanicích. Tím, že pracovala s běžným televizním přijímače, bylo velmi snadné i klíčování videosignálu, dokonce s možností profesionální práce. Např. znělka Deníku Československé televize byla vyráběna na Amize. Nástupem HDTV a obrazu 16:9 znamenal konec těchto jednoduchých počítačů v televizní praxi.
Nyní[kdy?] se objevují pokusy o její „znovuzrození“ – nové platformy Amiga/Linux PowerPC AmigaOne
Pegasos